# Liège-Bastogne-Liège 2017
Liège-Bastogne-Liège 2017 była 103. edycją wyścigu, który rozegrana została na dystansie 258 kilometrów. Wyścig rozpoczął się w Liège a zakończył w Ans. Wyścig zaliczany był do cyklu UCI World Tour 2017.

## Uczestnicy
Na starcie wyścigu stanęło 25 ekip. Wśród nich znajdowało się wszystkie osiemnaście ekip UCI World Tour 2017 oraz siedem innych zaproszonych przez organizatorów.
| Numery  | Kod | Drużyna              |
| ------- | --- | -------------------- |
| 1-8     | SKY | Team Sky             |
| 11-18   | ORS | Orica-Scott          |
| 21-28   | UAD | UAE Team Emirates    |
| 31-38   | BMC | BMC Racing Team      |
| 41-48   | KAT | Team Katusha-Alpecin |
| 51-58   | SUN | Team Sunweb          |
| 61-68   | TFS | Trek-Segafredo       |
| 71-78   | AST | Astana Pro Team      |
| 81-88   | WGG | Wanty-Groupe Gobert  |
| 91-98   | ALM | Ag2r-La Mondiale     |
| 101-108 | BOH | Bora-Hansgrohe       |
| 111-118 | MOV | Movistar Team        |
| 121-128 | COF | Cofidis              |

| Numery  | Kod | Drużyna                      |
| ------- | --- | ---------------------------- |
| 131-138 | DDD | Dimension Data               |
| 141-148 | CDT | Cannondale-Drapac            |
| 151-158 | LTS | Lotto Soudal                 |
| 161-168 | QST | Quick-Step Floors            |
| 171-178 | TBM | Bahrain-Merida               |
| 181-188 | RNL | Roompot-Nederlandse Loterij  |
| 191-198 | TLJ | Team LottoNL-Jumbo           |
| 201-208 | FDJ | FDJ                          |
| 211-218 | WVA | WB-Veranclassic-Aqua Protect |
| 221-228 | DEN | Direct Énergie               |
| 231-238 | SVB | Sport Vlaanderen–Baloise     |
| 241-248 | ABS | Aqua Blue Sport              |

## Klasyfikacja generalna
| M-ce | Imię i nazwisko    | Kraj       | Drużyna           | Czas       |
| ---- | ------------------ | ---------- | ----------------- | ---------- |
| 1.   | Alejandro Valverde | Hiszpania  | Movistar Team     | 6h 24' 27" |
| 2.   | Daniel Martin      | Irlandia   | Quick-Step Floors | + 0"       |
| 3.   | Michał Kwiatkowski | Polska     | Team Sky          | + 3"       |
| 4.   | Michael Matthews   | Australia  | Team Sunweb       | + 3"       |
| 5.   | Jon Izagirre       | Hiszpania  | Bahrain-Merida    | + 3"       |
| 6.   | Romain Bardet      | Francja    | Ag2r-La Mondiale  | + 3"       |
| 7.   | Michael Albasini   | Szwajcaria | Orica-Scott       | + 3"       |
| 8.   | Adam Yates         | Australia  | Orica-Scott       | + 7"       |
| 9.   | Michael Woods      | Kanada     | Cannondale-Drapac | + 7"       |
| 10.  | Rafał Majka        | Polska     | Bora-Hansgrohe    | + 7"       |
|      |                    |            |                   |            |
| 70.  | Paweł Poljański    | Polska     | Bora-Hansgrohe    | + 4' 24"   |
| 97.  | Tomasz Marczyński  | Polska     | Lotto Soudal      | + 7' 40"   |
| 104. | Michał Gołaś       | Polska     | Team Sky          | + 7' 40"   |